# 楽園PROJECT
「楽園PROJECT」（らくえんプロジェクト）は、Rayの楽曲。彼女の2枚目のシングルとして2012年10月24日にワーナー・ホーム・ビデオから発売された。

## 概要
Rayとしては前作であるデビューシングル、「sign」から約8か月半ぶりのリリースとなる。通常盤のほか、初回限定盤も用意され、表題曲、「楽園PROJECT」のPVとメイキング映像が収録されたDVDが付属される。
表題曲「楽園PROJECT」は2012年10月から12月まで放送されたテレビアニメ『To LOVEる -とらぶる- ダークネス』のオープニングテーマに使用された。本作の発売を記念して秋葉原でイベントが行われた。

## 収録曲
1. 楽園PROJECT [4:54]
  - 作詞：PA-NON、作曲・編曲：高瀬一矢
  - テレビアニメ『To LOVEる -とらぶる- ダークネス』オープニングテーマ
2. protostar 〜あの日のワタシ〜 [4:09]
  - 作詞：川田まみ、作曲・編曲：中沢伴行
3. 楽園PROJECT -instrumental- [4:54]
4. protostar 〜あの日のワタシ〜 -instrumental- [4:07]